# (15914) 1997 UM3
1997 يو أم 3 (ويعرف أيضًا باسم (15914) 1997 يو أم 3 وفق تسمية الكوكب الصغير) (بالإنجليزية: 1997 UM3)‏ هو كويكب ضمن حزام الكويكبات؛ وترتيبه 15914 من حيث الاكتشاف.
اكتُشف هذا الجُرم الفلكي بواسطة تاكاو كوباياشي في 26 أكتوبر 1997.

## وصلات خارجية
- (15914) 1997 UM3 في قاعدة بيانات مختبر الدفع النفاث لأجرام النظام الشمسي الصغيرة

- الاكتشاف · مخطط المدار ·  العناصر المدارية · المعلمات المادية

- (15914) 1997 UM3 على موقع ويكي سكاي: DSS2, SDSS, GALEX, IRAS, Hydrogen α, X-Ray, Astrophoto, Sky Map, Articles and images